# ダイナミックマップ
ダイナミックマップ（英: Dynamic Map）とは、自動運転車両における走行支援を目的とした高精度地図であり、道路形状や交通規制、周辺環境の変化などの情報をリアルタイムで統合・提供する技術である。

## 概要
静的な地図情報（道路形状や信号位置）に加え、準静的（工事・季節規制）、準動的（渋滞・天候）、動的情報（交通信号の現示、移動物体の位置）を統合することで、自動運転に必要な「現在の走行環境」を高精度に把握できる。
この概念は内閣府SIP（戦略的イノベーション創造プログラム）の一環として研究開発が進められ、名古屋大学などの研究機関や産業界も参加している。

## 特徴
- 高精度な3D地図をベースに、リアルタイムで更新される動的情報を統合。
- センシング情報と地図情報の融合による精度向上。
- V2X（車車間・路車間通信）との連携による情報の即時共有。

## 活用例
- 自動運転車の経路計画・運転判断支援。
- ADAS（先進運転支援システム）における予防安全強化。
- スマートシティ構想での都市交通制御。